# Relațiile dintre Grecia și Turcia
Relațiile dintre Grecia și Turcia au fost marcate de perioade de ostilitate reciprocă întrerupte de momente de reconciliere. De când Grecia a obținut independența față de Imperiul Otoman în 1821, cele două țări s-au confruntat reciproc în patru mari războaie: războiul greco-turc (1897), războaiele balcanice din 1912 - 1913, primul război mondial (1914 - 1918) și războiul greco-turc (1919-1922).
Relațiile sunt marcate de numeroase aspecte, cum ar fi invazia turcă în Cipru din 1974, revendicări teritoriale, dar și probleme istorice cum ar fi destrămarea unui imperiu (bizantin) și pierderea unui important oraș (capitala Constantinopol).

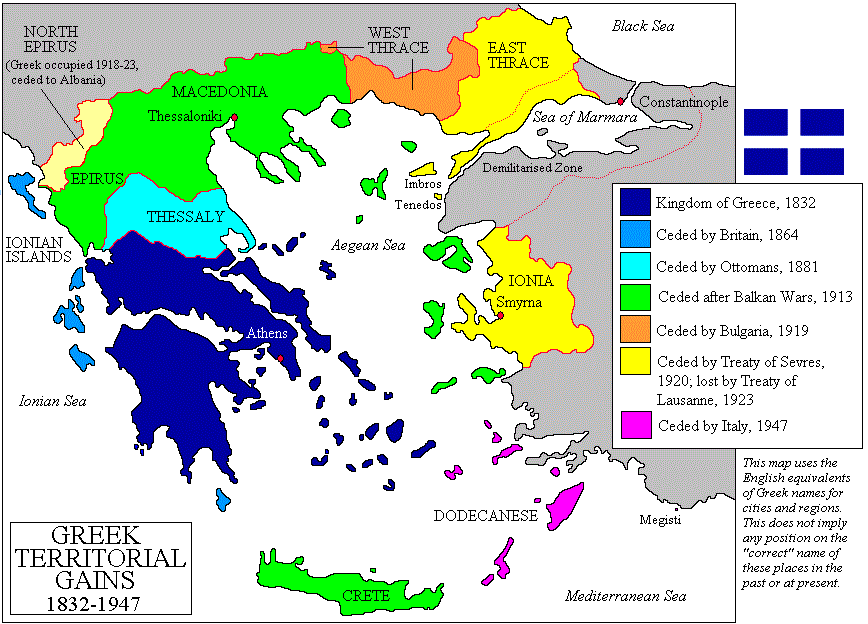
Revendicări teritoriale ale Greciei

## Misiuni diplomatice
- Turcia are o ambasadă în Atena și consulate generale la Salonic, Komotini și Rodos
- Grecia are o ambasadă la Ankara și consulate generale în Istanbul, Izmir și Edirne